# Peabody (Massachusetts)
Peabody es una ciudad ubicada en el condado de Essex en el estado estadounidense de Massachusetts. En el censo de 2010 tenía una población de 51.251 habitantes y una densidad poblacional de 1.178,36 personas por km².

## Geografía
Peabody se encuentra ubicada en las coordenadas 42°32′3″N 70°58′11″O / 42.53417, -70.96972. Según la Oficina del Censo de los Estados Unidos, Peabody tiene una superficie total de 43,49 km², de la cual 41,99 km² corresponden a tierra firme y (3,46%) 1,5 km² es agua.

## Demografía
Según el censo de 2010, había 51.251 personas residiendo en Peabody. La densidad de población era de 1.178,36 hab./km². De los 51.251 habitantes, Peabody estaba compuesto por el 90,37% blancos, el 2,35% eran afroamericanos, el 0,18% eran amerindios, el 1,87% eran asiáticos, el 0,01% eran isleños del Pacífico, el 3,62% eran de otras razas y el 1,6% pertenecían a dos o más razas. Del total de la población el 6,27% eran hispanos o latinos de cualquier raza.